# 小雪 (タレント)
小雪（こゆき、1989年1月23日 - ）は、日本のローカルタレント、モデル。元オフィスノアール所属。

## 人物
現在の小雪は2代目の梅崎彩花である。初代小雪は、女優の吉瀬美智子（オフィスノアール時代に使用）。
福岡県柳川市の昭代地区出身。身長160cm。血液型はA型。福岡県立大川樟風高等学校卒業。高校在学中に『月刊くるめ』（Webトレンドデザイン）の「いちご姫コンテスト」にて準グランプリ。主に地元である福岡県を中心に活動している。
2013年11月には出身地柳川市において「柳川観光大使」に任命された。最近ではラジオ局のプロデューサーから贈られたアコーディオンを練習中であり、出演する番組でも披露したことがある。
2015年6月17日九州朝日放送のレギュラー番組『ドォーモ』生放送で入籍したことを発表した。
2019年3月19日（18日深夜）の放送内にて、3月いっぱいで『ドォーモ』を卒業することを発表。
2020年4月13日のラジオ番組にて、離婚を発表した。
2025年3月21日のFM福岡『ハカタカランキン‼︎』で結婚を発表。スタッフや出演者には事前に知らせておらず、オンエアでのサプライズ報告となった。
産休(育休)に伴い、同年7月より芸能活動を休止中。

## 出演

### テレビ
- チラチラパンチ（TVQ九州放送、レポーター）2021年1月10日 - 2021年3月27日
- ドォーモ（九州朝日放送、レポーター）[4][5][1]
- サワダデース （九州朝日放送、水曜レギュラー）2014年4月-2020年9月24日
- HKTバラエティー48（九州朝日放送）
- すごかby九州（釣りビジョン）2020年4月2日-2021年9月24日
- 発見！すごかby九州（釣りビジョン）2021年11月9日-
- しろ～と5　2012、2013、2014参戦　2013チャンピオン（釣りビジョン）
- ＮＨＫ福岡発地域ドラマ「苦くて、甘い～希望の茶～」千春役
- HKT48のおでかけ!(TBSテレビ) 第9回
- ももち浜ストア（テレビ西日本）2021年3月30日 - （火曜レギュラー）

- ばりすき！（TVQ九州放送）2021年4月3日 - ※毎週土曜 深夜0時55分〜1時25分
- たくなる（TVQ九州放送）2023年4月22日 - ※毎週土曜18時55分～20時
- みみよりサタデイ！（TVQ九州放送）

### ラジオ
- ハカタカランキン!（FM福岡）[1] 2011年3月 - 2025年6月
- 〜Ultra Radio Connection〜DIG!!!!!!!!FUKUOKA（FM福岡、月曜レギュラー)  2020年4月 - 2025年6月
- あるあるCity ドリーム☆レディオ（FM福岡、月曜レギュラー）[1]
- 博多っ子純情（KBCラジオ）
- 薩摩酒造presents 食べたい！飲みたい！小雪ったい！（KBCラジオ）
- NTT docomo presents Enjoy!スマートライフストーリー（FM 福岡、FM山口を除くFMQリーグ加盟局とFM沖縄の8局ネット）

### CM
- 楽市楽座[8][1]
- 美容室アプロム[8][1]
- 九州ろうきん[1]